# Guerre des pirates de Pompée

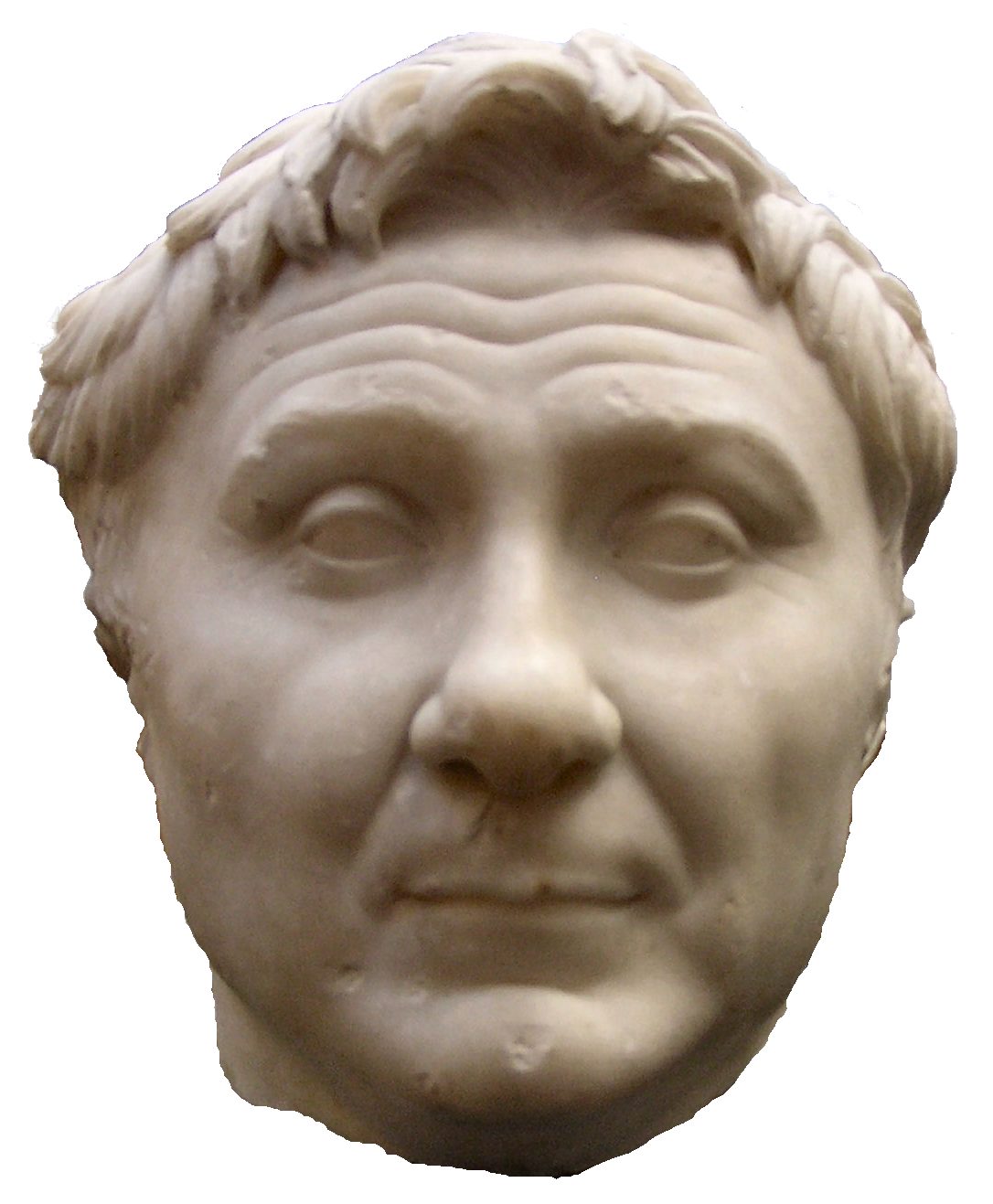
Pompée

La guerre des pirates de Pompée (bellum piraticum) est une guerre que les Romains eurent à faire, en 67 av. J-.C., contre les pirates de Cilicie et d'Isaurie qui infestaient la Méditerranée. Ceux-ci coupaient les vivres à Rome et ruinaient le commerce. 
Déjà Servilius, en -78, et Metellus Creticus, en -68, les avaient battus, mais sans pouvoir les réduire ; Pompée, armé par la loi Gabinia de ressources immenses et d'un pouvoir discrétionnaire, alla les attaquer dans leurs repaires et en nettoya les mers en moins de 90 jours.

### Source
Cet article comprend des extraits du Dictionnaire Bouillet. Il est possible de supprimer cette indication, si le texte reflète le savoir actuel sur ce thème, si les sources sont citées, s'il satisfait aux exigences linguistiques actuelles et s'il ne contient pas de propos qui vont à l'encontre des règles de neutralité de Wikipédia.